# Bud Brown
Clarence J. "Bud" Brown, Jr., född 18 juni 1927 i Columbus, Ohio, död 26 januari 2022 i Urbana, Ohio, var en amerikansk republikansk politiker. Han representerade delstaten Ohios sjunde distrikt i USA:s representanthus 1965–1983 och var därefter USA:s handelsminister 1983–1988.
Brown tjänstgjorde 1944-1946 i USA:s flotta. Han utexaminerades 1947 från Duke University. Han studerade sedan vidare vid Harvard Business School. Han tjänstgjorde därefter på nytt i flottan i Koreakriget. Efter sin krigstjänst var han verksam som publicist.
Fadern Clarence J. Brown var kongressledamot 1939–1965. Fadern avled i ämbetet och Bud Brown vann fyllnadsvalet. Han tillträdde som kongressledamot i november 1965. Han omvaldes åtta gånger. Han besegrades av Dick Celeste i guvernörsvalet i Ohio 1982 och efterträddes som kongressledamot av Mike DeWine.